# Katie Says Goodbye
Katie Says Goodbye é um filme independente franco-estadunidense de drama de 2016 dirigido por Wayne Roberts. Foi feito em coprodução pelos Estados Unidos e França.

## Sinopse
Katie, é uma bondosa de dezessete anos de idade, que se volta para a prostituição para superar a pobreza e cumprir seu sonho de uma nova vida em San Francisco.[carece de fontes?]

## Elenco
- Olivia Cooke .... Katie
- Mireille Enos .... Tracey
- Christopher Abbott .... Bruno
- Mary Steenburgen .... Maybelle
- Jim Belushi .... Bear
- Keir Gilchrist .... Matty
- Chris Lowell .... Dirk
- Natasha Bassett .... Sara
- Gene Jones .... Sr. Willard

## Recepção
No agregador de críticas dos Estados Unidos, o Rotten Tomatoes, na pontuação onde a equipe do site categoriza as opiniões da  grande mídia e da mídia independente apenas como positivas ou negativas, o filme tem um índice de aprovação de 45% calculado com base em 20 comentários dos críticos. Por comparação, com as mesmas opiniões sendo calculadas usando uma média aritmética ponderada, a nota alcançada é 5.7/10.
Alonso Duralde, do The Wrap criticou a violência do filme com mulheres, escrevendo: "'Katie Says Goodbye' é também o último de uma longa série de dramas em que os escritores e diretores masculinos servem a destruição física e psicológica das mulheres para deleite de uma audiência. (...) [O filme] é reduzido a um show de horror do sofrimento feminino em vez de um drama humano ou acusação institucional."
Sheri Linden, do Hollywood Reporter foi mais elogioso em seu comentário dizendo que "é uma história lamentosa (...) que poderia ter sentido clichê em mãos menores. Mas o primeiro  cineasta Wayne Roberts evoca  novos acordes ressonantes em  seu tenso e terno drama." Allan Hunter, do Screen International disse que Olivia Cooke tem um "desempenho luminoso e desolador, (...) "brilha através de cada quadro" do filme.